# 岩手飯岡駅

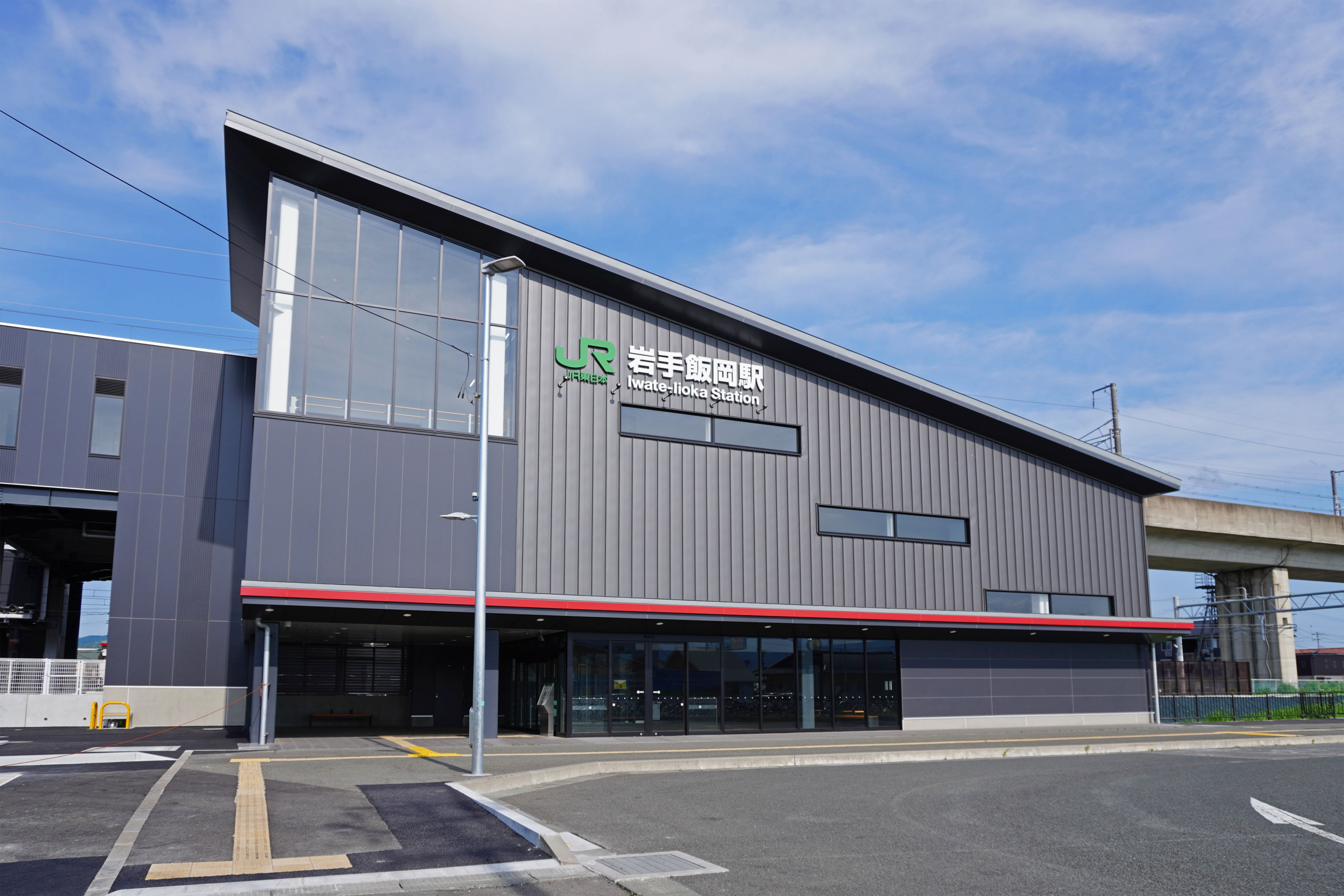
西口（2023年6月）

岩手飯岡駅（いわていいおかえき）は、岩手県盛岡市永井にある、東日本旅客鉄道（JR東日本）東北本線の駅である。

## 歴史

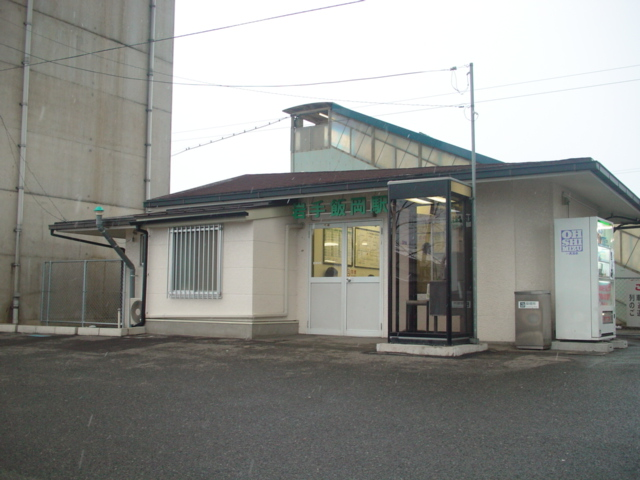
旧駅舎（2007年1月）

- 1944年（昭和19年）10月11日：中通信号場（ちゅうづうしんごうじょう）として開業[4]。
- 1950年（昭和25年）9月1日：駅に昇格し、岩手飯岡駅となる[3][4]。
- 1970年（昭和45年）7月1日：貨物の取り扱いを廃止[4]。
- 1971年（昭和46年）8月15日：荷物の扱いを廃止[5]。駅員無配置駅となる[6]。
- 1986年（昭和61年）：盛岡駅から駅員派遣（有人化）。
- 1987年（昭和62年）4月1日：国鉄分割民営化により、JR東日本の駅となる[4]。
- 1994年（平成6年）3月1日：業務委託駅となる[新聞 1]。
- 2021年（令和3年）4月17日：橋上駅舎および自由通路の新設工事に伴い、仮駅舎に切り替え[報道 1][報道 2]。
- 2022年（令和4年）12月18日：橋上駅舎および自由通路が供用を開始[報道 3]。
- 2023年（令和5年）
  - 5月27日：ICカード「Suica」の利用が可能となる[報道 4][報道 5]。
  - 10月1日：えきねっとQチケのサービスを開始[1][報道 6]。

## 駅構造
相対式ホーム2面2線を有する橋上駅である。JR東日本東北総合サービスが駅業務を委託する業務委託駅で、みどりの窓口、自動券売機、簡易Suica改札機が設置されている。
2022年（令和4年）12月18日に橋上駅舎および自由通路が供用開始されている。

### のりば
| 番線 | 路線      | 方向 | 行先                   |
| ---- | --------- | ---- | ---------------------- |
| 1    | ■東北本線 | 上り | 花巻・北上・一ノ関方面 |
| 2    | ■東北本線 | 下り | 盛岡方面               |

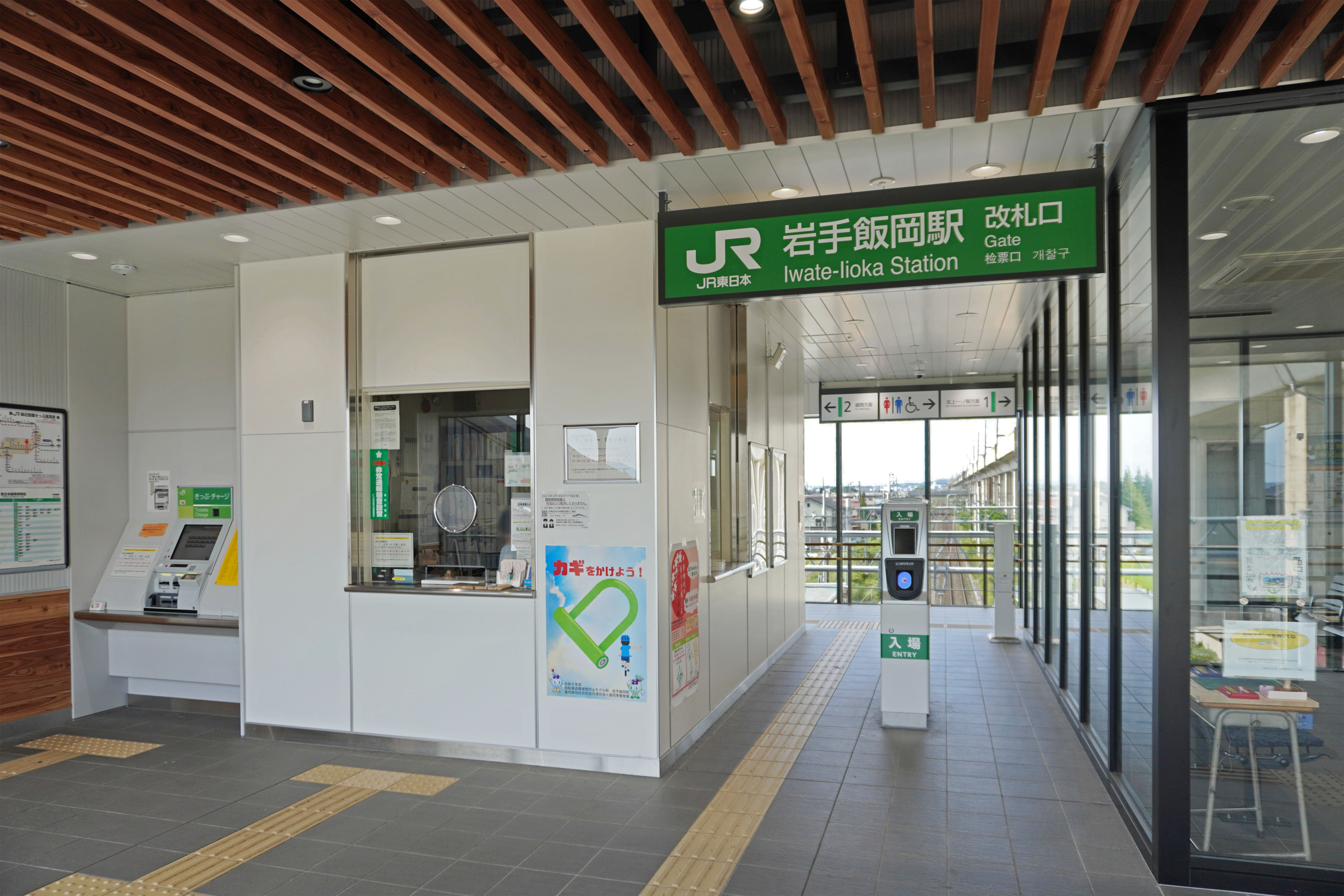
改札口と切符売り場（2023年6月）
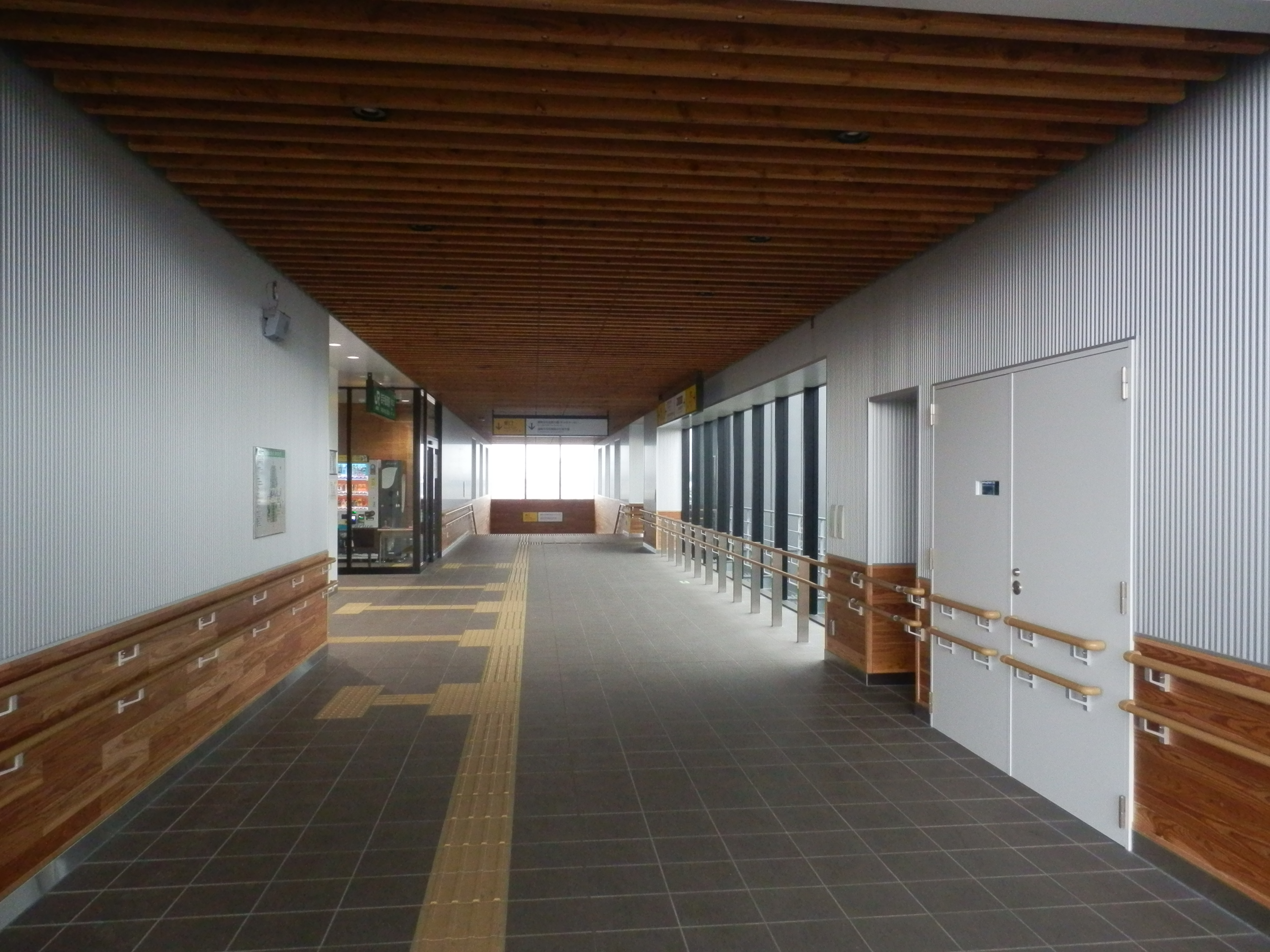
自由通路（2023年3月）
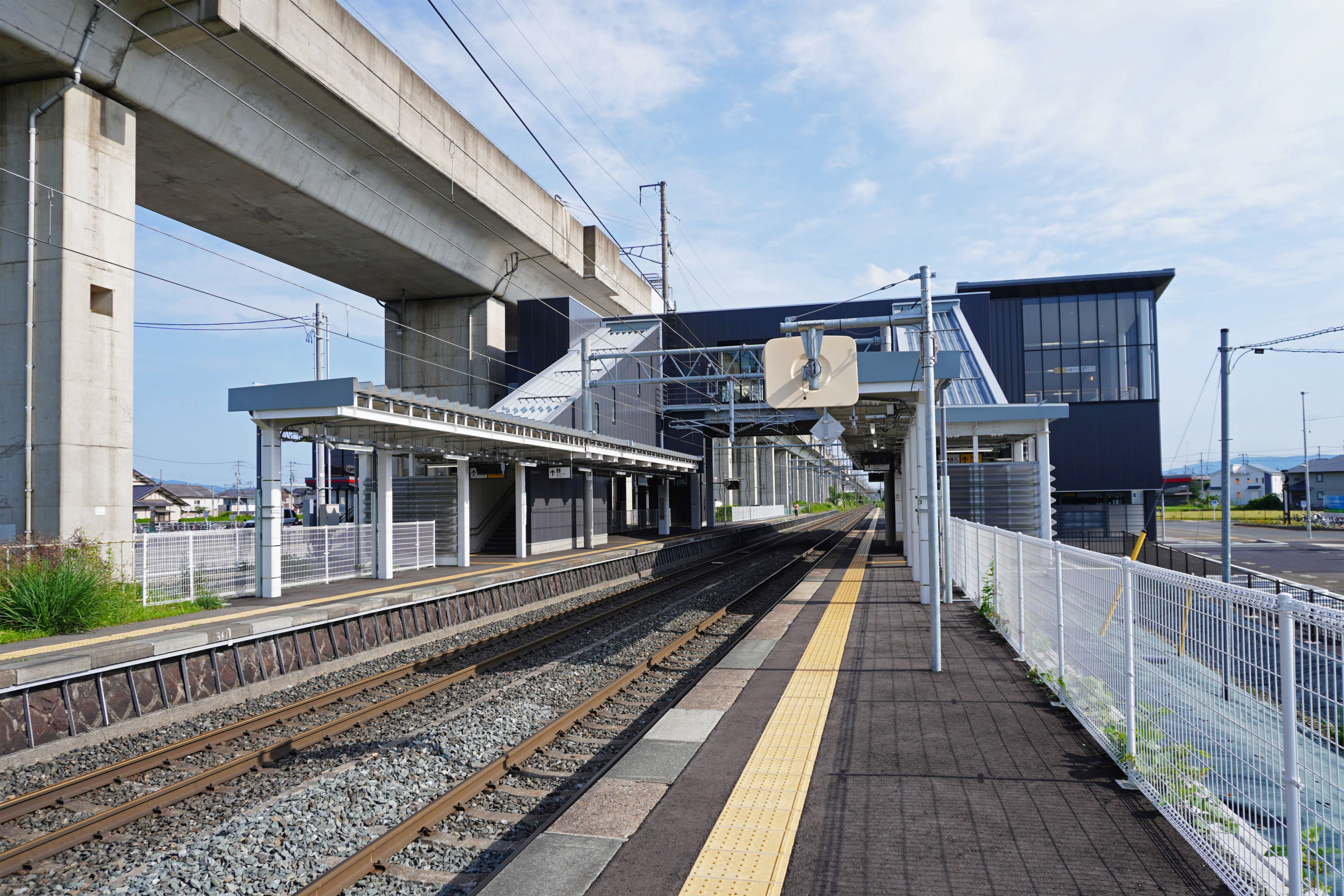
ホーム（2023年6月）

## 利用状況
JR東日本によると、2023年度（令和5年度）の1日平均乗車人員は2,129人である。
2000年度（平成12年度）以降の推移は以下のとおりである。
| 1日平均乗車人員推移 | 1日平均乗車人員推移 | 1日平均乗車人員推移 | 1日平均乗車人員推移 | 1日平均乗車人員推移 |
| 年度                | 定期外              | 定期                | 合計                | 出典                |
| ------------------- | ------------------- | ------------------- | ------------------- | ------------------- |
| 2000年（平成12年）  |                     |                     | 2,705               | [ 利用客数 2 ]      |
| 2001年（平成13年）  |                     |                     | 2,646               | [ 利用客数 3 ]      |
| 2002年（平成14年）  |                     |                     | 2,607               | [ 利用客数 4 ]      |
| 2003年（平成15年）  |                     |                     | 2,578               | [ 利用客数 5 ]      |
| 2004年（平成16年）  |                     |                     | 2,576               | [ 利用客数 6 ]      |
| 2005年（平成17年）  |                     |                     | 2,509               | [ 利用客数 7 ]      |
| 2006年（平成18年）  |                     |                     | 2,461               | [ 利用客数 8 ]      |
| 2007年（平成19年）  |                     |                     | 2,414               | [ 利用客数 9 ]      |
| 2008年（平成20年）  |                     |                     | 2,412               | [ 利用客数 10 ]     |
| 2009年（平成21年）  |                     |                     | 2,316               | [ 利用客数 11 ]     |
| 2010年（平成22年）  |                     |                     | 2,343               | [ 利用客数 12 ]     |
| 2011年（平成23年）  |                     |                     | 2,270               | [ 利用客数 13 ]     |
| 2012年（平成24年）  | 573                 | 1,764               | 2,338               | [ 利用客数 14 ]     |
| 2013年（平成25年）  | 556                 | 1,842               | 2,398               | [ 利用客数 15 ]     |
| 2014年（平成26年）  | 546                 | 1,817               | 2,363               | [ 利用客数 16 ]     |
| 2015年（平成27年）  | 541                 | 1,849               | 2,391               | [ 利用客数 17 ]     |
| 2016年（平成28年）  | 545                 | 1,836               | 2,382               | [ 利用客数 18 ]     |
| 2017年（平成29年）  | 547                 | 1,843               | 2,391               | [ 利用客数 19 ]     |
| 2018年（平成30年）  | 551                 | 1,790               | 2,341               | [ 利用客数 20 ]     |
| 2019年（令和元年）  | 527                 | 1,741               | 2,268               | [ 利用客数 21 ]     |
| 2020年（令和02年）  | 352                 | 1,596               | 1,949               | [ 利用客数 22 ]     |
| 2021年（令和03年）  | 353                 | 1,612               | 1,966               | [ 利用客数 23 ]     |
| 2022年（令和04年）  | 427                 | 1,619               | 2,047               | [ 利用客数 24 ]     |
| 2023年（令和05年）  | 561                 | 1,567               | 2,129               | [ 利用客数 1 ]      |

## 駅周辺
- 国道4号
- 国道46号
- 岩手県道120号不動盛岡線
- 都南文化会館「キャラホール」（都南公民館併設）
- 盛岡市都南図書館
- 盛岡市役所都南総合支所（旧・都南村役場）
- 盛岡永井郵便局
- 盛岡赤十字病院
- 岩手県赤十字血液センター
- 盛岡南公園球技場
- きたぎんボールパーク
- 岩手県立盛岡南高等学校
- 岩手県立盛岡第四高等学校
- ユニバース盛岡南店

## バス路線

### 構内乗り場
乗り入れ路線はすべて岩手県交通が運行している。
- 飯岡駅前（1番線側出口）
  - 川久保線（507）：盛岡駅方面 / 都南総合支所・矢巾営業所方面
  - 津志田線：盛岡駅方面（平日のみ運行）
    - 2011年（平成23年）10月1日より駅前ロータリー内に停留所を新設した。それ以前は県道120号線上の「飯岡駅口」バス停での乗り換えとなっていた。
- 飯岡駅西口（2番線側出口）
  - 飯岡駅・工業高校線：盛岡工業高校方面（平日のみ運行）
    - 2022年（令和4年）12月7日より駅前ロータリー内に停留所を新設した。それ以前は「飯岡駅前」での発着だった。

### 駅付近の乗り場
- 岩手県北バス盛岡南営業所（当駅の2番線側出口より徒歩5分、国道46号沿い）
  - MEX宮古・盛岡：さいたま・東京・横浜方面（宮古・山田方面は当停留所から乗車できない）
  - E41：盛岡駅前方面

当駅の1番線側出口より徒歩5分のところに、都南バスターミナルがあるが、2022年（令和4年）9月30日の運行をもって乗り入れ路線すべてが廃止されたため、事実上廃止となっている。都南バスターミナルで賄われていたバス結節点としての機能は当駅に移った。

## 隣の駅
東日本旅客鉄道（JR東日本）
■東北本線
□快速「はまゆり」（53・54号のみ停車）・■普通
矢幅駅 - （盛岡貨物ターミナル駅） - 岩手飯岡駅 - 仙北町駅

### 記事本文

#### 報道発表資料
1. ↑  「東北本線「岩手飯岡駅」東西自由通路・橋上駅舎新築について (PDF)」（プレスリリース）、東日本旅客鉄道盛岡支社／東北工事事務所、2020年7月13日。2020年7月13日時点のオリジナル (PDF)よりアーカイブ。2020年7月13日閲覧。
2. ↑  「東北本線「岩手飯岡駅」仮駅舎使用開始のお知らせ (PDF)」（プレスリリース）、東日本旅客鉄道盛岡支社／東北工事事務所、2021年3月24日。2021年3月24日閲覧。
3. 1 2 3  「岩手飯岡駅 新駅舎の供用開始について (PDF)」（プレスリリース）、東日本旅客鉄道盛岡支社／東北建設プロジェクトマネジメントオフィス、2022年11月1日。2022年11月1日閲覧。
4. ↑  「2023年5月27日（土）北東北3エリアでSuicaがデビューします! (PDF)」（プレスリリース）、東日本旅客鉄道盛岡支社／東日本旅客鉄道秋田支社、2022年12月12日。2022年12月12日閲覧。
5. ↑  「北東北3県におけるSuicaご利用エリアの拡大について ～2023年春以降、青森・岩手・秋田の各エリアでSuicaをご利用いただけるようになります～ (PDF)」（プレスリリース）、東日本旅客鉄道、2021年4月6日。2021年4月6日閲覧。
6. ↑  「Suicaエリア外もチケットレスで! 東北エリアから「えきねっとQチケ」がはじまります (PDF)」（プレスリリース）、東日本旅客鉄道、2024年7月11日。2024年8月1日閲覧。

#### 新聞記事
1. 1 2 3  「サービス充実します JR岩手飯岡駅 子会社に駅業務委託 盛岡支社あすから 駅舎、店舗も一新」『岩手日報』岩手日報社、1994年2月28日、朝刊、18面。

### 利用状況
1. 1 2  「各駅の乗車人員 2023年度 101位以下（4）| 企業サイト：JR東日本」東日本旅客鉄道。2025年7月14日閲覧。
2. ↑  「JR東日本：各駅の乗車人員（2000年度）」東日本旅客鉄道。2025年7月14日閲覧。
3. ↑  「JR東日本：各駅の乗車人員（2001年度）」東日本旅客鉄道。2025年7月14日閲覧。
4. ↑  「JR東日本：各駅の乗車人員（2002年度）」東日本旅客鉄道。2025年7月14日閲覧。
5. ↑  「JR東日本：各駅の乗車人員（2003年度）」東日本旅客鉄道。2025年7月14日閲覧。
6. ↑  「JR東日本：各駅の乗車人員（2004年度）」東日本旅客鉄道。2025年7月14日閲覧。
7. ↑  「JR東日本：各駅の乗車人員（2005年度）」東日本旅客鉄道。2025年7月14日閲覧。
8. ↑  「JR東日本：各駅の乗車人員（2006年度）」東日本旅客鉄道。2025年7月14日閲覧。
9. ↑  「JR東日本：各駅の乗車人員（2007年度）」東日本旅客鉄道。2025年7月14日閲覧。
10. ↑  「JR東日本：各駅の乗車人員（2008年度）」東日本旅客鉄道。2025年7月14日閲覧。
11. ↑  「JR東日本：各駅の乗車人員（2009年度）」東日本旅客鉄道。2025年7月14日閲覧。
12. ↑  「JR東日本：各駅の乗車人員（2010年度）」東日本旅客鉄道。2025年7月14日閲覧。
13. ↑  「JR東日本：各駅の乗車人員（2011年度）」東日本旅客鉄道。2025年7月14日閲覧。
14. ↑  「JR東日本：各駅の乗車人員（2012年度）」東日本旅客鉄道。2025年7月14日閲覧。
15. ↑  「各駅の乗車人員 2013年度 ベスト100以外（4）：JR東日本」東日本旅客鉄道。2025年7月14日閲覧。
16. ↑  「各駅の乗車人員 2014年度 ベスト100以外（4）：JR東日本」東日本旅客鉄道。2025年7月14日閲覧。
17. ↑  「各駅の乗車人員 2015年度 ベスト100以外（4）：JR東日本」東日本旅客鉄道。2025年7月14日閲覧。
18. ↑  「各駅の乗車人員 2016年度 ベスト100以外（4）：JR東日本」東日本旅客鉄道。2025年7月14日閲覧。
19. ↑  「各駅の乗車人員 2017年度 ベスト100以外（4）：JR東日本」東日本旅客鉄道。2025年7月14日閲覧。
20. ↑  「各駅の乗車人員 2018年度 ベスト100以外（4）：JR東日本」東日本旅客鉄道。2025年7月14日閲覧。
21. ↑  「各駅の乗車人員 2019年度 ベスト100以外（4）：JR東日本」東日本旅客鉄道。2025年7月14日閲覧。
22. ↑  「各駅の乗車人員 2020年度 101位以下（4）| 企業サイト：JR東日本」東日本旅客鉄道。2025年7月14日閲覧。
23. ↑  「各駅の乗車人員 2021年度 101位以下（4）| 企業サイト：JR東日本」東日本旅客鉄道。2025年7月14日閲覧。
24. ↑  「各駅の乗車人員 2022年度 101位以下（4）| 企業サイト：JR東日本」東日本旅客鉄道。2025年7月14日閲覧。